# Cinque vie (Tommaso d'Aquino)
Le Cinque vie (in latino: Quinquae viae; talora chiamate "cinque prove") sono cinque argomenti logici per provare l'esistenza di Dio, riassunti dal filosofo e teologo cattolico san Tommaso d'Aquino nella sua Summa Theologiae. Essi cercano di dimostrare l'esistenza di Dio partendo dalla natura. Sono:
1. l'argomento del Primo mobile;
2. l'argomento della causalità universale;
3. l'argomento dalla contingenza;
4. l'argomento del grado di perfezione;
5. l'argomento dalla causa finale o del fine ultimo (argomento teleologico)

Tommaso d'Aquino tratta più ampiamente il primo di questi – Dio come il motore immobile – nella sua
Summa Contra Gentiles.

## Contesto

### Nella Bibbia
La possibilità di una prova a posteriori è scritta in Sapienza 13,1-9 ("Dalla grandezza e bellezza delle creature si contempla per analogia il loro creatore...Neppure costoro però sono scusabili, perché , se sono riusciti a conoscere tanto da poter esplorare il mondo, come mai non ne hanno trovato più facilmente il sovrano?") e in Romani 1,18-21 ("le sue perfezioni invisibili, ossia la sua eterna potenza e divinità vengono contemplate e comprese dalla creazione del mondo mediante le opere da lui compiute").
Entrambi i passi affermano che la grandezza e bellezza di Dio, le sue perfezioni invisibili, si sono resi manifesti al genere umano mediante la bellezza e grandezza delle sue creature, che possono condurre per analogia a credere e contemplare il Creatore.

### Nel magistero
(Dei Filius, cap. II (De revelatione))
Il Catechismo della Chiesa cattolica (n. 36) cita questo passaggio per affermare che l'uomo è capax Dei, capace di conoscere Dio.

### Necessità della dimostrazione dell'esistenza di Dio
Tommaso d'Aquino pensava che la mente umana finita non potesse sapere direttamente cosa sia l'infinità di Dio, motivo per cui l'esistenza di Dio non è evidente per noi. La proposizione che Dio esiste deve essere "dimostrata" a partire dagli effetti di Dio, che ci sono più noti. Tuttavia, Tommaso d'Aquino non riteneva che ciò che poteva essere dimostrato filosoficamente (cioè come rivelazione generale) avrebbe necessariamente fornito uno qualsiasi dei dettagli vitali rivelati in Cristo e attraverso la Chiesa (cioè come rivelazione speciale). La ragione naturale non dimostra l'Incarnazione e che Gesù Cristo è Dio, fatto di importanza vitale per la salvezza eterna (secondo l'extra Ecclesiam nulla salus). Ad esempio, Tommaso, riprendendo sant'Agostino, ammetteva che "in tutte le creature si trova la traccia della Trinità", sebbene "una traccia mostra che qualcuno è passato ma non si sa chi sia".

### Categorizzazione
Tutti e cinque le vie sono generalmente considerate argomenti cosmologici., seguendo la classificazione ideata da Kant. Tommaso d'Aquino omise vari argomenti che riteneva insufficienti o inadatti, come l'argomento ontologico proposto da sant'Anselmo di Canterbury.

### Fonte
Una versione sintetica delle Cinque Vie è data nella ‘’Summa theologiae’’. La Summa utilizza la forma della disputa scolastica, cioè una forma letteraria basata su un metodo di lezione: si pone una domanda, poi si riassumono le obiezioni più gravi, poi si fornisce una risposta corretta in quel contesto, quindi si risponde alle obiezioni. Una successiva, più dettagliata, trattazione delle Cinque Vie si trova nella Summa contra gentiles. Tommaso d'Aquino elaborò ulteriormente ciascuna delle Cinque Vie in modo più dettagliato passando in più libri.

### Concatenazioni causali essenziali e accidentali
Le prime due vie si riferiscono alla causalità. Quando Tommaso d'Aquino sostiene che una catena causale non può essere infinitamente lunga, non ha in mente soltanto una catena in cui ogni elemento è un evento precedente che causa l'evento successivo; in altre parole, non sta discutendo solo in relazione al primo evento di una sequenza. Piuttosto, secondo Anthony Kenny, la sua argomentazione è che una catena di effetti concorrenti o simultanei deve essere radicata in una causa in grado di generarli, e quindi in una causa che è prima in senso gerarchico e/o in senso temporale.
Tommaso d'Aquino segue la distinzione trovata nella Fisica di Aristotele 8.5 e sviluppata da Simplicio, Maimonide e Avicenna, secondo cui una catena causale può
essere:
- accidentale: il padre di Socrate causò Socrate, il nonno di Socrate causò il padre di Socrate, ma il nonno di Socrate causò Socrate solo accidentalmente;
- essenziale: un bastone muove una pietra, perché una mano muove contemporaneamente il bastone, e quindi transitivamente la mano muove la pietra.[14]

esistere affinché la serie continui. ... Una serie essenziale di cause è quella in cui il primo, e ogni
membro intermedio della serie, deve continuare ad esistere affinché la serie causale continui
come tale.»
("Agellius" (parafrasando Feser), The First Cause Argument Misunderstood)
Il suo pensiero qui si basa su quella che in seguito sarebbe stata etichettata come "serie causale essenzialmente ordinata" da Giovanni Duns Scoto, intesa come una serie causale in cui gli elementi immediatamente osservabili non sono in grado di generare l'effetto in questione, e una causa in grado di farlo è dedotta all'estremità della catena
(Ordinatio I.2.43).
Questo è anche il motivo per cui Tommaso d'Aquino ha rifiutato che la ragione possa provare che l'universo deve aver avuto un inizio nel tempo; poiché tutto ciò che sa e che può dimostrare è che l'universo possa essere stato "creato dall'eternità" dall'eterno Dio. Egli accetta la dottrina biblica della creazione come verità di fede, non di ragione.

### Incipit
Tommaso introduce nel modo seguente la possibilità di dimostrare l'esistenza di Dio attraverso cinque 
1. Se di due contrari uno è infinito, l'altro resta completamente distrutto. Ora, nel nome Dio s'intende affermato un bene infinito. Dunque, se Dio esistesse, non dovrebbe esserci più il male. Viceversa nel mondo c'è il male. Dunque Dio non esiste.
2. Ciò che può essere compiuto da un ristretto numero di cause, non si vede perché debba compiersi da cause più numerose. Ora tutti i fenomeni che avvengono nel mondo, potrebbero essere prodotti da altre cause, nella supposizione che Dio non esistesse: poiché quelli naturali si riportano, come a loro principio, alla natura, quelli volontari, alla ragione o volontà umana. Nessuna necessità, quindi, dell'esistenza di Dio.

IN CONTRARIO: Nell'Esodo si dice, in persona di Dio: "Io sono Colui che è".

RISPONDO: Che Dio esista si può provare per cinque vie.»

## Le Cinque Vie

### Principi
Le Cinque Vie sono basate sui seguenti principi:
1. principio di non-contraddizione.
2. Contingenza della realtà.
3. Impossibilità di un progressus in infinitum.
4. Principio di causalità.
5. Procedimento per induzione.
6. Ricorso all'analogia.

### L'unità e la diversità delle Cinque Vie
Le Cinque Vie si basano sui seguenti argomenti:
1. il divenire (ex parte motus, causa prima del movimento);
2. l'essere causato o il cominciare ad essere (ex ratione causae efficientis, prima causa efficiente);
3. l'essere corruttibile (ex possibili et necessario, dal contingente al necessario);
4. l'avere una perfezione in un certo grado (ex gradibus, gradualità della perfezione);
5. l'essere finalizzato degli enti privi di intelligenza (ex gubernatione rerurm, secondo il governo delle cose che mostra una causa finale).

Tutte le prove inferiscono l'esistenza dell'Essere assoluto a partire dall'ente contingente. 
(Sofia Vanni Rovighi, Tommaso d'Aquino: le cinque vie)

### Prima via: argomento del motore immobile

#### Sintesi
Nel mondo, possiamo osservare almeno un certo numero di enti in mutamento. Qualunque cosa stia cambiando viene cambiata da qualcos'altro. Se ciò in virtù del quale sta cambiando subisce esso stesso un mutamento, allora anche esso viene cambiato da qualcos'altro (secondo il principio aristotelico omne quod movetur ab alio moveteur, tutto ciò che si muove è mosso da altro) Ma questa catena non può essere infinitamente lunga, quindi deve esserci qualcosa che provoca il cambiamento senza che esso stesso cambi. E questo è ciò che tutti intendono essere Dio, primo movente non mosso e immutabile.

#### Analisi
Tommaso d'Aquino usa il termine "movimento" nella sua argomentazione, ma con questo intende qualsiasi tipo di "cambiamento" prodotto da un agente, più specificamente un passaggio dalla potenza all’atto: cambiamento della categoria di qualità, quantità o luogo (cfr. Fisica l. 5, c.2; 226, a, 23 - 25), ma anche generazione/ corruzione/alterazione della sostanza e i cambiamenti incorporei (come l'atto di pensare) delle sostanze separate (che sono: Dio, l'anima e gli angeli). Poiché ciò che è in potenza ancora non esiste, non può crearsi da solo e può quindi essere portato all'esistenza solo da qualcosa che è già in atto, vale a dire che è già pre-esistente.
La via ex motu riprende significativamente la conclusione dell'VIII libro della Fisica di Aristotele, che a sua volta deriva molti aspetti dal libro X delle Leggi di Platone. Tommaso estende il principio aristotelico dell'omne quod movetur ab alio movetur fino a comprendere non solo ogni cambiamento, ma la stessa creazione dell'universo dal nulla.
Nella Summa contra Gentiles (II,16) Tommaso fornì una versione più compatta dell'argomento:
1. tanto più un ente è in alto nell'ordine delle cause quanto più sono universali i suoi effetti;
2. l'essere è più universale del divenire poiché comprende enti immobili come le pietre;
3. sopra la causa del divenire, «che opera solo muovendo e trasmutando», deve esistere una causa prima dell'essere che è l'Essere sussistente stesso, cioè Dio.[26]

Francisco Suárez contestò il principio aristotelico, notando che gli esseri eventi sono capaci di muoversi da soli e non sono mossi da altro, e che i cieli potrebbero essere mossi da una forma ad essi interna. Riformulò quindi il principio in omne quod fit ab alio fit (tutto ciò che è fatto, è fatto da altro), e creò il seguente argomento: 
(F. Suarez, Disputationes metaphisicae, 29, 1)

### Seconda via: argomento della causalità universale

#### Sintesi
Nel mondo, possiamo osservare che le cose hanno una causa. Ma non è possibile che qualcosa sia causa di se stessa, perché ciò comporterebbe che esiste prima di se stessa, il che è una contraddizione. Se ciò da cui una cosa è causata è esso stesso causato, allora anche esso deve avere un'altra causa. Ma questa non può essere una catena infinitamente lunga, quindi ci deve essere una causa che non è causata da nient'altro. E questo è ciò che tutti chiamano Dio, causa prima non causata.

#### Analisi
Come nella Prima Via, le cause che Tommaso d'Aquino ha in mente non sono eventi sequenziali, ma relazioni di dipendenza simultanee esistenti: la causa efficiente di Aristotele. Ad esempio, la crescita delle piante dipende dalla luce solare, che dipende dalla gravità, che dipende dalla massa. Tommaso d'Aquino non sta descrivendo una causa che è prima in una sequenza, ma piuttosto prima in una gerarchia: una causa principale, piuttosto che una causa derivata.
Ripresa e modificata da Aristotele, l'esposizione più breve è contenuta nel De ente et essentia (proposizioni da 46 a 51).

### Terza via: L'argomento della contingenza

#### Sintesi
Nel mondo vediamo cose che è possibile che siano e che è possibile che non siano. In altre parole, le cose sono sottoposte al divenire e sono deperibili. Ma se tutto fosse contingente e quindi suscettibile di uscire dall'esistenza, allora nulla esisterebbe adesso. In contrario, le cose chiaramente ora esistono. Pertanto, deve esserci qualcosa che è imperituro: un essere necessario. E questo essere è ciò che tutti chiamano Dio.

#### Analisi
L'argomento inizia con l'osservazione che le cose intorno a noi entrano ed escono dall'esistenza: gli animali muoiono, gli edifici vengono distrutti, ecc. Ma se tutto fosse così, allora, a un certo punto non esisterebbe più nulla. Alcuni interpreti leggono Tommaso d'Aquino per significare che assumendo un passato infinito, tutte le possibilità si sarebbero realizzate e tutto scomparirebbe. Dal momento che questo chiaramente non è il caso, allora ci deve essere almeno una cosa che non ha la possibilità di uscire dall'esistenza. Tuttavia, questa spiegazione sembra implicare l'errore di composizione (spostamento del quantificatore). Inoltre, non sembra essere conforme al principio di d’Aquino asserire che, tra le cose naturali, la distruzione di una cosa corrisponde sempre alla generazione di un'altra. Una lettura alternativa è la seguente: se c'è un cambiamento eterno, tale per cui le cose sono da sempre e per sempre generate e corrotte, e poiché un effetto eterno richiede una causa eterna (così come una conclusione necessaria richiede premesse necessarie), allora deve esistere un agente eterno che possa rendere conto dell'eternità della generazione e della corruzione. Sostenere l'alternativa, vale a dire che una serie infinita di cause contingenti sarebbe in grado di spiegare la generazione e la corruzione eterna, condurrebbe a un argomento circolare del tipo: perché esistono la generazione e la corruzione eterne? Perché c'è una serie eterna di cause che si generano e si corrompe. E perché c'è una serie infinita di cause che si generano e si corrompe? Perché c'è generazione eterna e corruzione.
Nel commentario In Evangelium Joannis l'argomento fu riproposto con riferimento alla fondamentale distinzione fra ente per essenza (Dio) e ente per partecipazione (le creature):
(Tommaso d?aquino, In Evangelium Joannis)
La terza via aveva conosciuto una prima dimostrazione nella Summa contra Gentiles:
(I, 15)
L'argomento fu ripreso da Leibniz :
(Edouard Bodemann, Die Leibniz-Handschriften der Königlichen öffentlichen Bibliothek zu Hannover, Hildesheim 1966, p. 58)
Secondo alcuni studiosi, la Terza via sarebbe stata un tributo di Avicenna, essendo un argomento tipico della filosofia araba, ma esso è di nuovo rinvenibile nei testi dello Stagirita.

### Quarta via: argomento del grado di perfezione

#### Sintesi
Osserviamo che nel mondo esistono cose che variano nei gradi di bontà, verità, nobiltà, ecc. Ad esempio, i cerchi ben disegnati sono migliori di quelli disegnati male, gli animali sani sono migliori degli animali malati. Inoltre alcune sostanze sono migliori di altre, poiché gli esseri viventi sono migliori dei non viventi e gli animali sono migliori delle piante, a testimonianza delle quali nessuno sceglierebbe di perdere i sensi per avere la longevità di un albero. Ma giudicare qualcosa come "più" o "meno" di un'altra implica l’esistenza di uno standard in base al quale si giudica. Ad esempio, in una stanza piena di persone di varia altezza, almeno una deve essere la più alta. Quindi c'è qualcosa che è meglio e più vero, ed essere in grado maggiore, ecc. Tommaso d'Aquino aggiunge poi la premessa: ciò che è massimo in un genere è la causa di tutto il resto in quel dato genere. Dio possiede il massimo grado di perfezione raggiungibile di tutti i generi positivi.

#### Analisi
L'argomento è radicato in Aristotele e, soprattutto, in Platone, ma la sua forma sviluppata si trova nel Monologion di Anselmo di Canterbury. Sebbene l'argomento presenti influenze platoniche, Tommaso d'Aquino non era un platonico e non credeva nella teoria delle forme. Piuttosto, sta sostenendo che le cose che hanno un'esistenza solo parziale o imperfetta indicano che non sono le loro stesse fonti di esistenza, e quindi devono fare riferimento a qualcos'altro come fonte della loro esistenza. L'argomento fa uso della teoria dei trascendentali e in particolare della proprietà dell'esistenza. Ad esempio, "vero" presenta un aspetto dell'esistenza, poiché qualsiasi cosa esistente sarà "vera" nella misura in cui è vero che esiste: oppure "uno", nella misura in cui qualsiasi cosa esistente sarà (almeno) "una cosa". La premessa che sembra causare più difficoltà agli interpreti della quarta via è che il più grande in un genere è causa di tutto il resto nel genere. Questa premessa non sembra essere universalmente vera, e anzi lo stesso Tommaso d'Aquino ritiene che tale premessa non sia sempre vera, ma solo in determinate circostanze, vale a dire, quando:
1. le cose minori del genere hanno bisogno di una causa,
2. non c'è nulla al di fuori del genere che possa essere la causa.

Quando queste due condizioni sono soddisfatte, vale la premessa che il più grande nel genere è causa di tutto il resto in quel genere, poiché nulla può dare ciò che già non possiede. Poiché Tommaso d'Aquino si occupa specificamente di trascendentali come l'essere e la bontà, e poiché non c'è nulla al di fuori dei trascendentali, ne consegue che non c'è nulla al di fuori del genere che possa essere una causa (condizione 2). Inoltre, se qualcosa ha meno del grado massimo di essere o di bontà o di verità, allora non deve avere in sé l'essere o la bontà o la verità.

### Quinta via: argomento della causa finale o dei fini

#### Sintesi
Nel mondo osserviamo vari oggetti privi d'intelligenza che si comportano in modo regolare. Questo non può essere dovuto al caso, poiché allora essi non si comporterebbero con risultati prevedibili. Quindi il loro comportamento deve essere impostato. Ma non possono essere impostati da soli poiché non essendo intelligenti, non sono capaci di delineare il proprio comportamento. Pertanto, il loro comportamento deve essere determinato da qualcosa che è altro da essi e, di conseguenza, da qualcosa che deve essere intelligente. Questo essere è ciò che tutti chiamano Dio.
Nel Libro VIII della Fisica, Aristotele identificò Dio come "causa ultima del divenire" e principio ultimo di giustificazione della physis, causa eterna e immobile di un movimento eterno.

#### Analisi
Questo argomento è anche conosciuto come l'argomento teleologico. Esso non si riferisce all'esistenza di un orologiaio cosmico che avrebbe sincronizzato una volta per tutte il corso degli eventi. Al contrario, come evidenzia la traduzione domenicana del 1920, la “quinta via è desunta dal governo [divino] del mondo”. L'argomento non afferma che esista un fine dell'universo intero, ma che alcune cose prive di intelligenza propria abbiano comunque una finalità, che presume un'Intelligenza ordinatrice ad esse esterna.
La Quinta Via usa la nozione aristotelica di causa finale ed è vicina alla teologia di sant'Agostino. Aristotele sosteneva che una spiegazione completa di un oggetto implicherà la conoscenza di come è diventato (causa efficiente), di quale materiale è costituito (causa materiale), di come è strutturato quel materiale (causa formale) e dei comportamenti specifici associati al tipo di cosa che esso è (causa finale). Il concetto di cause finali richiama la nozione di disposizioni o "fini", vale a dire di un obiettivo o uno scopo specifico verso il quale qualcosa tende. Ad esempio, le ghiande si trasformano regolarmente in querce ma mai in leoni marini. La quercia è la "fine" verso la quale "punta" la ghianda, la sua disposizione, anche se non raggiunge la maturità. Gli scopi e gli obiettivi degli esseri intelligenti sono facilmente spiegabili dal fatto che tali enti fissano consapevolmente quegli obiettivi per se stessi. Ciò implica che se qualcosa ha un obiettivo o un fine verso il quale tende, è perché è intelligente o perché qualcosa di intelligente la sta guidando. Va sottolineato che questo argomento è distinto dall'argomento del disegno divino proposto da William Paley e dai sostenitori del Disegno intelligente. Questi ultimi sostengono implicitamente che gli oggetti nel mondo non hanno disposizioni o fini intrinseci, ma, come l'orologio di Paley, non avranno naturalmente uno scopo a meno che non siano costretti a compiere qualche azione esterna. La teoria del disegno intelligente si concentra anche sulla complessità e sulle parti interfunzionali come effetto che necessita di spiegazione, mentre la Quinta Via assume come punto di partenza qualsiasi regolarità. Ad esempio, la prima afferma che un occhio ha una funzione complicata e quindi necessita di un disegno intelligente; l'argomento della causa finale sostiene che il fatto stesso che le cose esistono con uno scopo ci permette di arrivare ricorsivamente a Dio come la fonte ultima di qualsiasi scopo, senza essere vincolato da qualsiasi scopo esterno.
L'esistenza di uno scopo anche negli oggetti inanimato segue alla natura del divenire. Poiché infatti l'Essere è l'atto ultimo e il divenire è un passaggio dalla potenza all'atto, qualsiasi divenire naturalmente e spontaneamente tende, desidera e anela all'Essere come suo fine ultimo.
Nella Summa contra Gentiles era stato meglio precisato il pensiero di s. Tommaso:
( SCG III, 3)

## Prove o modi?
Molti studiosi e commentatori mettono in guardia dal trattare le Cinque Vie come se fossero prove logiche moderne. Questo non vuol dire che esaminarle in questa luce non sia accademicamente interessante. I motivi includono:
- scopo: lo scopo della Summa theologica "è quello di aiutare i domenicani non iscritti all'università a prepararsi ai loro doveri sacerdotali di predicare e di ascoltare le confessioni”[44], sistematizzando la verità cattolica e utilizzando principalmente strumenti aristotelici;
- compendio: Tommaso d'Aquino ha successivamente rivisitato i vari argomenti delle Cinque Vie in modo molto più dettagliato. Il semplice elenco della Summa theologica non è scritto per risultare chiaro (per un lettore del XXI secolo) e completo, e dovrebbe essere considerato un abbozzo o un sunto dell'idea, adatto per la presentazione in una lezione o per una rapida ricerca.
- via negativa: Tommaso d'Aquino sosteneva che "non siamo in grado di apprendere (la sostanza divina) sapendo cosa sia. Eppure siamo in grado di averne una certa conoscenza sapendo cosa non è". (SCG I.14) Di conseguenza, per comprendere le Cinque Vie come le intendeva Tommaso d'Aquino, dobbiamo interpretarle come teologia negativa che elenca ciò che Dio non è (cioè non un motore commosso, non una causa causata, ecc.). Tommaso invita ad evitare l'errore logico di utilizzare le affermazioni come definizioni positive di Dio piuttosto che esclusioni negative.[45] Tuttavia, con altri filosofi medievali, Tommaso riprese la Fisica di Aristotele, IV, 4 e definì positivamente l'infinità di Dio come terminus continens immobilis primus (primo immobile limite contenente).
- nome: ogni Via si conclude non con le parole "è provato" o "perciò Dio esiste" ecc., bensì con la formula che afferma "questo tutti lo comprendono come Dio" o "al quale tutti danno il nome di Dio" o "questo tutti gli uomini si riferiscono come Dio" o "questo essere tutti chiamiamo Dio", ecc. In altre parole, le Cinque Vie non tentano di provare che Dio esiste, bensì cercano di dimostrare ciò che chiamiamo Dio, che è una cosa leggermente diversa. Alcuni commentatori affermano che "non li scrisse come dimostrazioni dell'esistenza di Dio, ma come argomenti per qualcosa che già accettiamo".[46]
- scienza medievale, non epistemologia: la dimostrazione nella teologia medievale di Tommaso d'Aquino deriva dagli Analitici secondi di Aristotele;
- ulteriori aspetti: Nella questione della Summa theologiae dedicata alle Cinque Vie, nell'articolo I, Tommaso d'Aquino trova che l'esistenza di Dio non è di per sé evidente per gli esseri umani; nell'articolo II dichiara che l'approccio della dimostrazione a posteriori può essere utilizzato per risalire ad affermare l'esistenza a priori di Dio; infine, l'articolo III espone le Cinque Vie come una sintesi o un'applicazione di questo approccio, ma non intende essere completo o esaustivo. Argomenti più completi sono ripresi nelle sezioni successive della Summa theologiae e in altre pubblicazioni. Ad esempio, nella Summa contra gentiles (SCG I, 13, 30), l'Aquinate chiarisce che le sue argomentazioni non presuppongono né postulano che ci sia stato un primo istante nel tempo. Un commentatore osserva che Tommaso non pensa che Dio possa essere il primo in senso temporale (piuttosto che ontologico) perché Dio esiste al di fuori del tempo[47], sebbene nel tempo viva nell'Eucaristia;
- terminologia: nella prefazione alla Summa theologiae, Tommaso d'Aquino è passato deliberatamente dall'uso del termine demonstrabile (una prova logica o matematica) all'uso di probabile (un argomento o un banco di prova o un terreno di prova).[48] Una traduzione più accurata sarebbe "L'esistenza di Dio può essere argomentata in cinque modi". Il fatto che abbia deliberatamente cambiato i termini, omettendo quello usato per la prova, indica il segnale di un intento o di una sfumatura.

## La ragione e Dio
(ST, 13, 2, ad 3)
Secondo Tommaso, il fine ultimo della vita umana che è la visione della verità è la contemplazione di Dio si compie soltanto nella vita ultraterrena nella quale si consegue la teologia della Patria Celeste, che consiste nella perfezione della conoscenza di Dio. 
Nella sua gnoseologia, la conoscenza trae origine dai cinque sensi che ne determinano anche il limite: dagli effetti è possibile risalire alla causa prima divina nel senso che si può conoscere se Dio esista, ma non cosa è, la Sua essenza:
(SCG, I, 32)
La conoscenza di Dio non si riduce nemmeno a una mera teologia negativa, in quanto dalle sue opere create è possibile capire che egli non è nulla di tutto ciò che è causato da lui, non perché sia mancante di qualcosa ma perché supera tutte le cose create:
( ST I,12,12)

## Controversie

### Filosofiche
La critica all'argomento cosmologico, e quindi alle prime tre Vie, emerse nel XVIII secolo a opera dei filosofi David Hume e Immanuel Kant.
Kant ha sostenuto che le nostre menti determinano la struttura della materia prima della realtà e che il mondo è quindi diviso nel mondo fenomenico (il mondo che sperimentiamo e conosciamo) e il mondo noumenico (il mondo così com'è "in sé", la cui conoscenza è a noi inaccessibile). Gli argomenti cosmologici ragionano a partire da ciò che sperimentiamo, e quindi dal mondo fenomenico, per giungere a una causa inferita, che è il mondo noumenico, che è al di là della nostra conoscenza. In tale noumeno che rimane inconoscibile rientra Dio stesso. San Tommaso aveva già chiarito che l'essenza di Dio è inconoscibile e indefinibile, e che di Dio è parzialmente noto cosa non è.
Kant affermò anche che il concetto di essere necessario è incoerente e il relativo argomento fallace, poiché la ragione che pretende di parlare dell’incondizionato cade in contraddizione.
La legge di Hume sostenne che poiché possiamo concepire cause ed effetti come separati, non esiste una connessione necessaria tra loro e quindi non possiamo ragionare necessariamente a partire da un effetto osservato fino a una causa dedotta.
Hume affermò che è sufficiente spiegare le cause singole dei singoli elementi osservati, senza la necessità di cercare una causa dell’intera realtà.
Nel suo volume intitolato Simplicity as Evidence of Truth, il filosofo della religione del XX secolo Richard Swinburne asserì che questi argomenti sono robusti solo se raccolti insieme, mentre ciascuno di essi è debole quando è esposto individualmente.
Il sacerdote e filosofo cattolico del XX secolo Frederick Copleston dedicò gran parte del suo
lavoro a una moderna spiegazione ed espansione delle argomentazioni di Tommaso d'Aquino.
Più di recente, nel suo libro intitolato Aquinas: A Beginner’s Guide (Tommaso d'Aquino: una guida per principianti), l'eminente filosofo tomista Edward Feser dichiarò che Richard Dawkins, Hume, Kant e la maggior parte dei filosofi moderni non avevano per nulla una corretta comprensione dell'Aquinate e che gli argomenti sono spesso difficili da tradurre in termini moderni. Feser difese gli argomenti in alcune sue pubblicazioni.
Il filosofo ateo Jordan Howard Sobel offre obiezioni alle prime tre vie, presentando la criticità di affermare una serie di cause efficienti insieme a un simultaneo attualizzatore dell'esistenza. Il filosofo ateo Graham Oppy espose alcune critiche agli argomenti nei suoi scambi con Edward Feser e nel suo lavoro pubblicato.
Anthony Kenny ha presentato una critica alle Cinque Vie e in particolare alla prima, basandosi sulla nozione di moto della fisica moderna. James Athanasius Weisheipl e David Simon Oderberg hanno confutato quest' ultima.

### Nella cultura popolare
Il biologo Richard Dawkins nel suo libro intitolato ‘’L'illusione di Dio’’ argomenta contro le Cinque Vie. Secondo Dawkins, "[le] cinque 'prove' asserite da Tommaso d'Aquino nel tredicesimo secolo non provano nulla e sono facilmente [...] smascherate come vacuo".
Nel volume Why there almost certainly is a God: Doubting Dawkins, il filosofo Keith Ward asserì che Dawkins presenta le Cinque Vie in modo fallace e che quindi avesse esposto un argomento fantoccio. Ad esempio, per la quinta via, Dawkins la colloca nella stessa posizione della sua critica all'analogia dell'orologiaio, laddove questa prova –secondo l'edizione domenicana del 1920- è riferita al governo divino corrente, continuo e ininterrotto della creazione. Ward rilevò la differenza fra questi due modi di intendere la quinta argomentazione e difese l'utilità dei cinque modi (ad esempio, in merito al quarto argomento, affermò che tutti i possibili odori devono preesistere nella mente di Dio, ma che Dio, essendo per sua natura non fisico, non può puzzare), sottolineando che essi costituiscono una prova di Dio solo se si assume prima la proposizione secondo cui l'universo può essere compreso razionalmente. Sostiene che siano utili per farci comprendere come sia Dio, una volta concesso questo presupposto iniziale.
Il teologo ortodosso orientale David Bentley Hart asserì che Dawkins "dedicò diverse pagine di The God Delusion a una discussione sulle 'Cinque vie' di Tommaso d'Aquino, ma non pensò mai di avvalersi dei servizi di qualche studioso del pensiero antico e medievale che avrebbe potuto spiegarle a lui... Di conseguenza, non solo ha scambiato le Cinque Vie per l'affermazione completa di Tommaso sul perché dovremmo credere in Dio, cosa che sicuramente non sono, ma ha finito per travisare completamente la logica di ognuna di esse, e ai livelli più elementari". Hart ha detto del trattamento di Dawkins delle argomentazioni di Tommaso d'Aquino che:
(David Bentley Hart, The Experience of God: Being, Consciousness, Bliss, 2013)

## Ulteriori argomenti
San Tommaso fornì anche l'argomento morale e l'argomento dell'esperienza religiosa.
Secondo l'argomento morale, l'esistenza di una legge morale naturale, universale ed oggettiva, valida per tutti gli uomini, è la prova dell'esistenza di un Dio Creatore intelligente. Infatti, data la sua somma bontà, secondo questo tipo di argomenti, risulta impossibile che l'umanità intera si inganni circa un principio supremo quale è la legge morale naturale.
Secondo l'argomento dell'esperienza religiosa, l'esperienza diretta e personale di Dio, come ebbe san Tommaso, è una prova della Sua esistenza.
Si ricorda anche l'argomento ideologico (o delle idee) che rileva che nella mente umana esistono idee necessarie, eterne e immutabili, a partire dall'idea di Dio (che è anche infinita), le leggi della matematica o norme etiche. Poiché infinito, eterno, necessario e immutabile non sono né il corpo né l'anima umani né la realtà circostante, esse provengono da Dio. L'argomento fu sviluppato da sant'Agostino e ripreso da Cartesio.
Da ultimo, sempre secondo Tommaso, esiste una via antropologica per provare l'esistenza di Dio: l'immortalità dell'anima. Egli infatti scrive:
(San Tommaso d’Aquino, Summa Theologiae  I, 90, 3.)
Secondo Aristotele, l'anima è composta di una parte vegetativa, di una sensitiva e di una razionale. Solo le creature umane possiedono la parte razionale, mentre quella vegetativa e sensitiva sono comuni alle creature umane e a quelle animali. Nella sua filosofia, l'immortalità riguarda l'anima tutta intera, compresa anche la parte vegetativa e sensitiva: l'immortalità dell'anima razionale comporta anche quella dei due livelli inferiori, vale a dire il livello vegetativo e quello sensitivo che, senza il corpo, non potrebbero nemmeno esistere. Dunque, l'immortalità dell'anima vegetativa-sensitiva-razionale umana comporta anche la resurrezione della carne.